# Машинне відділення

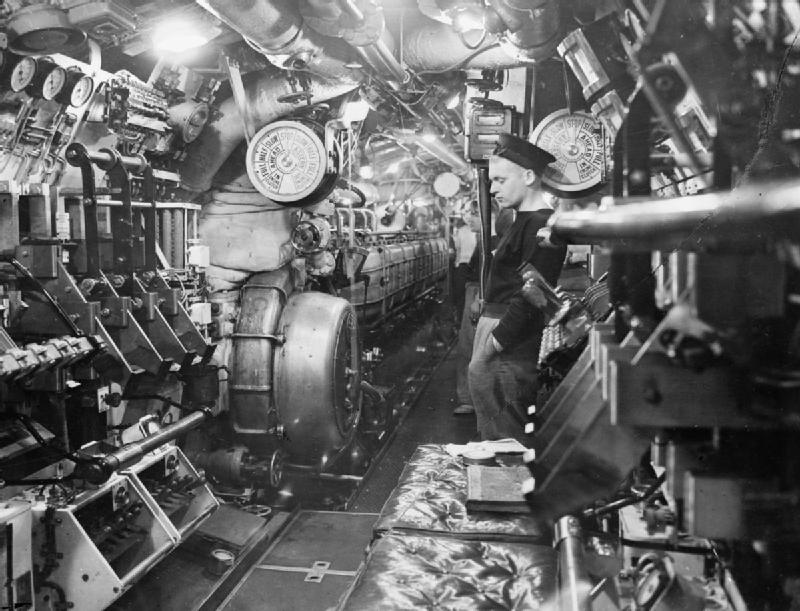
Машинне відділення британського підводного човна HMS «Триб'юн» (N76) часів Другої світової війни

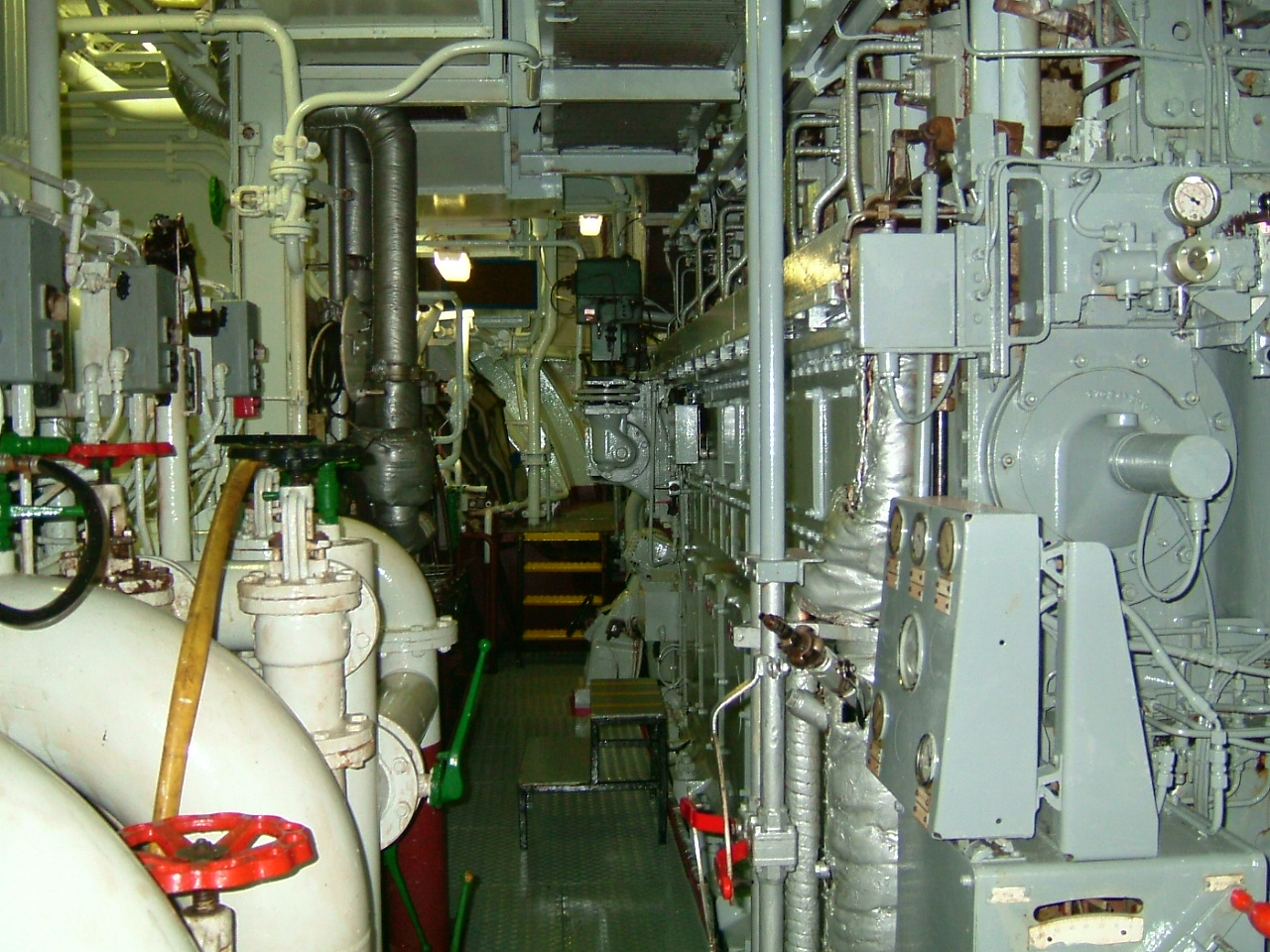
Машинне відділення вантажного судна

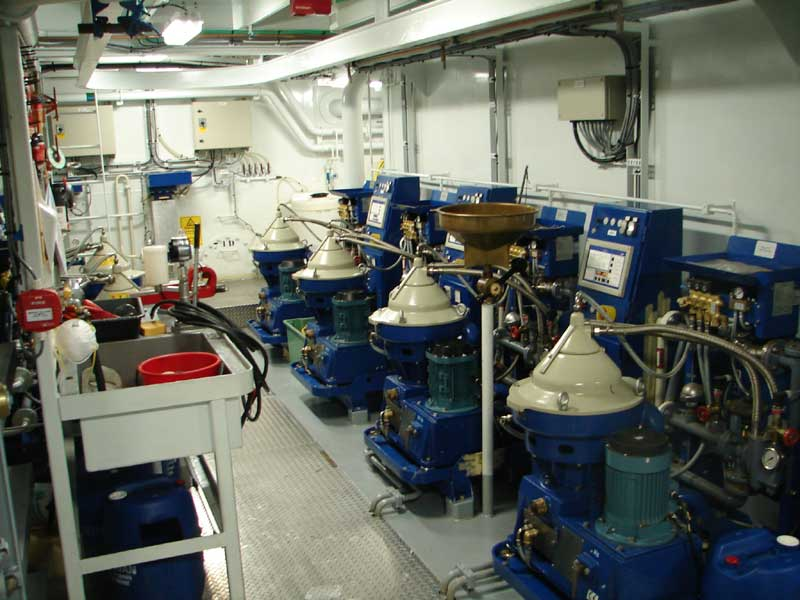
Паливно-мастильні сепаратори в машинному відділенні рятувального буксира Abeille Bourbon

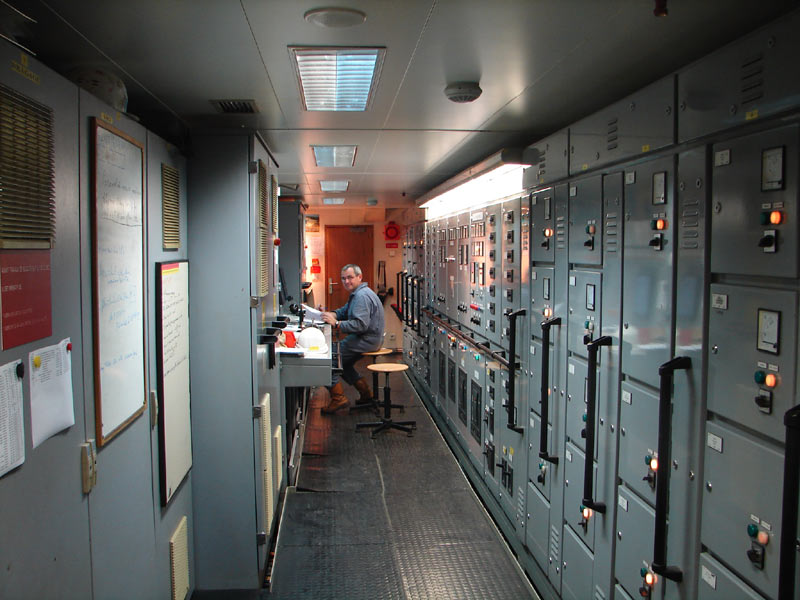
Пост контролю машинного відділення

Машинне відділення (нім. Maschinenraum, англ. Engine room) — технічне приміщення на кораблі (судні), в якому розміщуються головні двигуни, їх холодильники з повітряними насосами і циркуляційними помпами, випарники котельної води, валообертальні прилади та інші прилади для управління корабельними двигунами. Машинне відділення з'єднуються спеціальним телеграфом, телефоном, переговорними трубами та іншими засобами зв'язку як з командними пунктами корабля (головними і запасними), так і з котельними відділеннями, а також між собою. Число машинних відділень залежить від числа головних двигунів корабля. У турбінних установках при великих потужностях доводиться іноді головні конденсаторні пристрої виділяти в особливі охолоджувальні відділення.
Машинне відділення може складатися як з одного великого приміщення, так і з декількох приміщень меншого розміру.

## Зміст
Машинне відділення на суднах розміщується як в середній їхній частині, так і в кормовій. Як правило, у ньому розташовуються головна енергетична установка судна (корабля) і різні механізми і системи, що забезпечують екіпаж теплом, світлом, водою тощо. Останнім часом спостерігається тенденція розташування машинного відділення в кормовій частині. Деякі судна можуть мати проміжне розташування машинного відділення, коли воно зміщене від середини судна до корми. Сучасні судна мають кормове і проміжне розташування машинного відділення.
Для раціонального використання об'єму машинного відділення служать платформи, на яких, крім допоміжних механізмів, можуть перебувати майстерня і машинна комора. У майстерні встановлюються різні верстати, а також верстаки, лещата та інші прилади (пристосування). В машинної комори зберігають найцінніші інструменти, прилади й пристрої.
Для обслуговування головних механізмів у машинному відділенні обладнують у 2-3 яруси ґратчасті майданчики, що з'єднуються трапами. Майданчики і трапи мають леєрну огорожу.
Палубу в машинному відділенні настилають з листів (плит) рифленого заліза, які укладають впритул на каркас, зроблений з профільної сталі. Положення настилу по висоті вибирають за умови зручного обслуговування головного двигуна. Простір між плитами і другим дном використовують для прокладки різних трубопроводів, що дозволяє уникнути захаращення машинного відділення.